# Ustrzesz (przystanek kolejowy)
Ustrzesz – kolejowy przystanek osobowy we wsi Ustrzesz, w powiecie radzyńskim, w województwie lubelskim zlokalizowany w km 28,105 na linii kolejowej nr 30.

## Historia
Przystanek otwarto dla pasażerów 28 czerwca 2024 roku. Zastąpił funkcjonujący do 2000 roku przystanek kolejowy Lisiowólka. Zabudowano go według standardu 100 m długości i 760 mm wysokości. Oświetlony jest latarniami LED, w pełni dostosowano go do potrzeb osób niepełnosprawnych, wyposażono w przeszkoloną wiatę, ławki, śmietniki oraz gabloty z rozkładem jazdy. Przy wejściu na peron znajduje się 5 stojaków rowerowych.
W bezpośrednim sąsiedztwie przystanku zlokalizowany jest przejazd kolejowo-drogowy kat. D na drodze powiatowej. W 2025 roku zaplanowana jest budowa parkingu samochodowego na 5 pojazdów.

## Ruch pasażerski
Przystanek znajduje się w odległości 3,2 km od centrum Ustrzeszy i 2,1 km od Lisiowólki. Jest częścią trasy pociągów Łuków – Lublin przewoźnika PolRegio.
Początkowo zatrzymywała się tutaj 1 para pociągów regionalnych zapewniających dojazd do Łukowa, Radzynia Podlaskiego oraz Parczewa, Lubartowa i Lublina. Od grudnia 2024 roku w dni robocze zwiększono częstotliwość do czterech par na dobę (3 w weekendy).
Dobowa wymiana pasażerska oraz miejsce w rankingu ogólnopolskim:
| Rok  | Ilość pasażerów | Miejsce w Polsce |
| ---- | --------------- | ---------------- |
| 2024 |                 |                  |